# Cephalotoma tonkinea
Cephalotoma tonkinea är en skalbaggsart som beskrevs av Pierre Lesne 1932. Cephalotoma tonkinea ingår i släktet Cephalotoma och familjen kapuschongbaggar. Inga underarter finns listade i Catalogue of Life.

## Bildgalleri

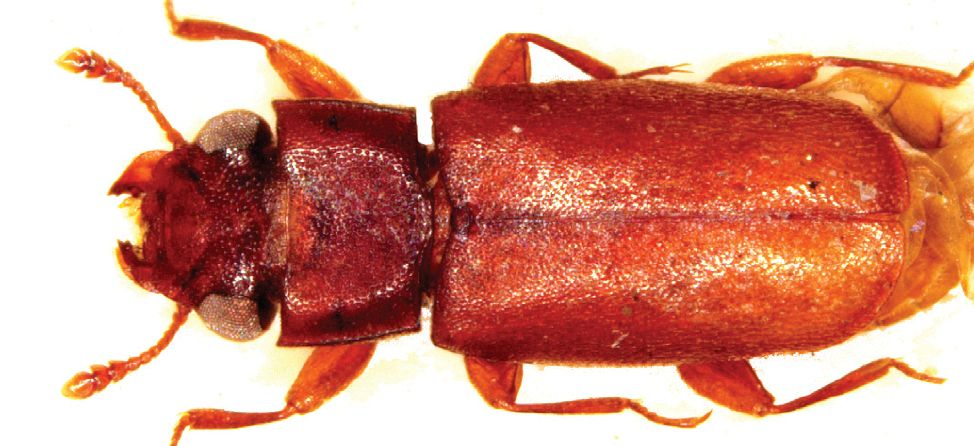